# Chloé Minoret
Chloé Minoret (Bourg-Saint-Maurice, 1977) es una deportista francesa que compitió en escalada, especialista en la prueba de dificultad.
Ganó una medalla de bronce en el Campeonato Mundial de Escalada de 2001 y una medalla de oro en el Campeonato Europeo de Escalada de 2002.

## Palmarés internacional
| Campeonato Mundial | Campeonato Mundial | Campeonato Mundial | Campeonato Mundial |
| Año                | Lugar              | Medalla            | Prueba             |
| ------------------ | ------------------ | ------------------ | ------------------ |
| 2001               | Winterthur (Suiza) | Medalla de bronce  | Dificultad         |
| Campeonato Europeo |                    |                    |                    |
| Año                | Lugar              | Medalla            | Prueba             |
| 2002               | Chamonix (Francia) | Medalla de oro     | Dificultad         |